# Lucherberg
Lucherberg ist ein Ort in Nordrhein-Westfalen und ein Ortsteil von Inden im Kreis Düren. Zusammen mit Lamersdorf und Frenz bildet Lucherberg die Ecken eines Dreiecks, in dessen Mitte der Umsiedlungsort Inden/Altdorf, das neue Zentrum der Gemeinde Inden, liegt.

## Geographie
Am südöstlichen Ortsrand liegt der Lucherberger See, am nordwestlichen Ortsrand die künstliche Halde Goltsteinkuppe. Als Symbol für das Indeland ist dort eine riesige begehbare Stahlgerüstkonstruktion, genannt „Indemann“, errichtet worden. Zwischen Lucherberg und Lamersdorf fließt der südwestlich verlaufende Wehebach in die Inde. Am südlichen Ortsausgang liegt die Waagmühle.

## Geschichte
1533 wurde eine Kapelle in Lucherberg erstmals erwähnt, welche zusammen mit der heutigen Pfarrgemeinde St. Peter in Merken (heute zu Düren) Teil der Pfarrgemeinde „St. Mariä Unbefleckte Empfängnis“ in Pier (heute zu Inden) war. Sie wurde 1857 abgebrochen und durch einen Neubau ersetzt, der am 16. November 1944 beim großen Luftangriff auf die Region Düren/Jülich schwer beschädigt wurde. Die Einweihung der neuen Kirche und ihres Hochaltars fand am 11. August 1951 statt. Lucherberg liegt am Rande des Tagebaus „Inden II“.
Bei der Errichtung des Bistums Aachen erschien 1804 Lucherberg als Pfarre im Kanton Düren, während die Nachbarorte Lamersdorf und Frenz zum Kanton Eschweiler gehörten. 1815 kam Lucherberg und das Amt Lucherberg, zu dem auch Luchem (heute zu Langerwehe) bis 1972 gehörte, an den von Preußen gebildeten Kreis Düren. Von 1825 bis 1972 gehörte die Pfarre Lucherberg zum ehemaligen Dekanat Derichsweiler (heute zu Düren).
1819 wurde Braunkohle auf dem Rittergut des Freiherrn von Goltstein in Lucherberg gefunden und von 1826 bis 1869 in der Goltstein-Grube Braunkohle abgebaut. Hieran erinnert bis heute die Goltsteinkuppe.
Am 1. Januar 1972 wurde Lucherberg nach Inden eingemeindet.

## Verkehr
Die nächste Anschlussstelle ist Langerwehe auf der A 4, welche 2015 eröffnet wurde. Der nächste Bahnhof ist Langerwehe an der Strecke Köln-Düren-Aachen.
Die AVV-Buslinien 234, 294 und 296 des Rurtalbus verbinden Lucherberg mit Inden/Altdorf, der Kreisstadt Düren, Weisweiler, Langerwehe, Jülich und den Nachbarorten. Bis zum 31. Dezember 2019 wurde Lucherberg mit den Linien 216 und 234 von der Dürener Kreisbahn, mit der Linie 294 vom BVR Busverkehr Rheinland bedient, allerdings teilweise auf anderen Laufwegen. Zusätzlich verkehrt zu bestimmten Zeiten ein Rufbus.
| Linie       | Verlauf |
| ----------- | --- |
| 234         | (Ellen – Oberzier – Niederzier – Hambach) / (Huchem-Stammeln – Selhausen) – Krauthausen (– Schophoven) – Merken – Inden/Altdorf (– Lucherberg)                                                                               |
| 294         | (Jülich Schulzentrum –) Walramplatz – Neues Rathaus – Jülich Bf/ZOB – Kirchberg – Viehöven – Schophoven – Merken – Inden/Altdorf – Lucherberg – Lamersdorf – Frenz – RWE/Kraftwerk – Weisweiler Frankenplatz – Weisweiler Bf |
| 296         | Düren Bf/ZOB – StadtCenter – Kaiserplatz – Gürzenich – Derichsweiler – Schlich – Merode – Pier – Jüngersdorf – Langerwehe Holzstr. – Langerwehe Bf – Luchem – Inden/Altdorf – Lamersdorf – Lucherberg / Frenz                |
| RufBus 294a | Rufbus: Merken – Inden/Altdorf – Lamersdorf – Lucherberg (Mo–Fr abends, Sa nachmittags-abends und So tagsüber und abends) |

## Fotos

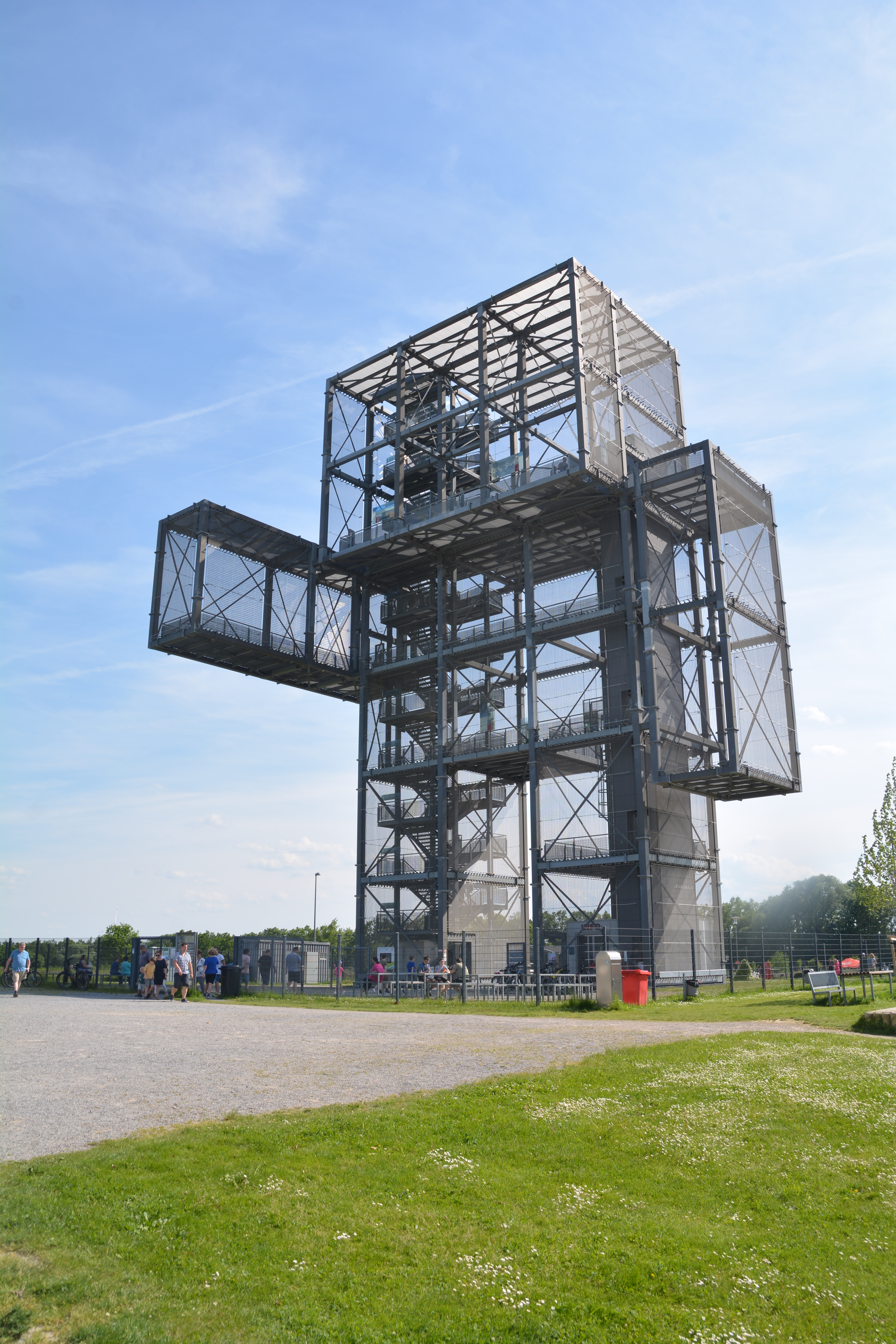
Der Indemann auf der Goltsteinkuppe
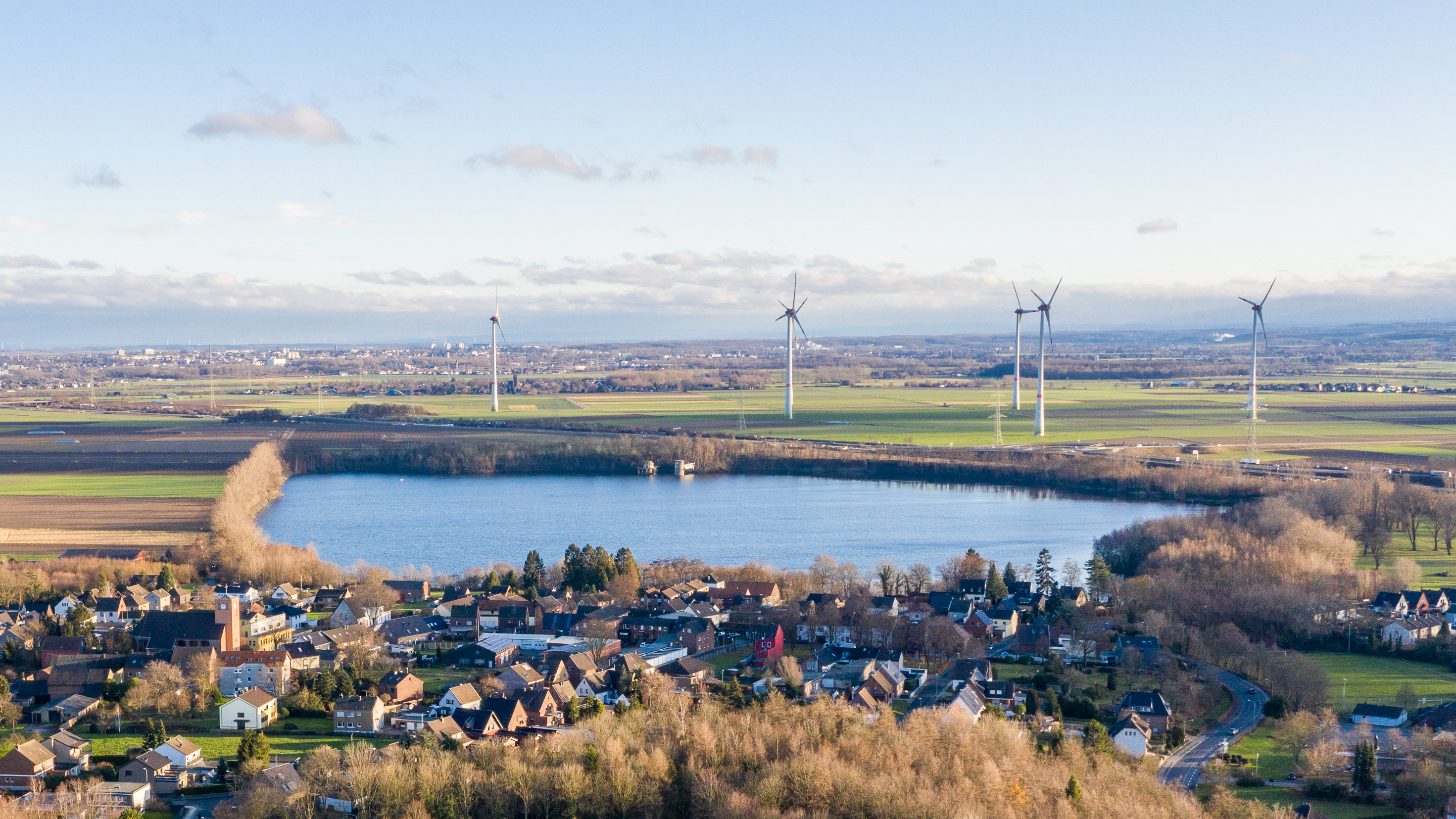
Lucherberg vom Indemann aus